# 淡野博久
淡野 博久（あわの ひろひさ）は、日本の建設・国土交通技官。

## 来歴
山梨県出身。1989年（平成元年）、東京大学大学院工学系研究科を修了し、建設省に入省。
入省後、住宅局総務課企画専門官、同住宅生産課建築環境企画室長、同建設指導課建築物防災対策室長、同市街地建築課長、同建築指導課長などを歴任。
2019年（令和元年）7月9日、国土交通省大臣官房審議官（住宅局担当）に就任。
2021年（令和3年）7月1日、国土交通省住宅局長に就任。就任後、淡野は化石燃料に依存する構造を改めることや災害の激甚化や頻発化への対策を理由にカーボンニュートラルを推進する考えを示しており、住宅・建築分野における「2050年カーボンニュートラル」実現に向け、国土交通省、経済産業省、環境省の合同検討会において、2025年に住宅の省エネ基準適合義務化の方針が示されていることを踏まえて、あらかじめ誘導基準に関しては「ネット・ゼロ・エネルギー・ハウス（通称：ZEH）」や「ネット・ゼロ・エネルギー・ビル（通称：ZEB）」の水準を引き上げて標準化して、2030年以降には最低限の規制値として課せる市場環境を構築するとし、そのための法改正に意欲を示した。
2022年（令和4年）7月1日、内閣府地方創生推進事務局長に就任。
2023年（令和5年）7月4日、国土交通省に出向。同日付で国土交通省大臣官房付に異動し、即日辞職。

## 年譜
主な出典
- 1989年04月：建設省入省
- 1996年04月：千葉県建設局建築部住宅政策課長
- 1997年08月：千葉県都市局建築部住宅政策課長
- 1998年04月：建設省都市局都市再開発防災課長補佐
- 2000年04月：建設省住宅局住宅生産課長補佐
- 2001年01月：国土交通省住宅局住宅生産課木造住宅振興室
- 2003年04月：経済協力開発機構（パリ）派遣
- 2006年
  - 05月：国土交通省住宅局住宅資金管理官付
  - 07月：国土交通省住宅局住宅資金管理官付企画専門官
- 2007年07月：国土交通省住宅局総務課企画専門官
- 2008年07月：国土交通省住宅局住宅総合整備課企画専門官
- 2010年0月 国土交通省住宅局建築指導課企画専門官
- 2012年
  - 09月：国土交通省住宅局市街地建築課景観建築企画官
  - 09月：（併）内閣官房副長官補付（～2013年8月）
  - 09月：（併）内閣官房副長官補付企画官（～2013年8月）
  - 09月：（命）内閣官房地域活性化統合事務局企画官（～2013年8月）
  - 09月：（併）内閣府本府地域活性化推進室企画官（～2013年8月）
- 2014年07月：国土交通省住宅局住宅生産課建築環境企画室長
- 2015年07月：国土交通省住宅局建築指導課建築物防災対策室長
- 2016年07月01日：国土交通省住宅局市街地建築課長[10]
- 2017年07月07日：国土交通省住宅局建築指導課長[11]
- 2019年07月09日：国土交通省大臣官房審蟻官（住宅局担当）[12]
- 2021年07月01日：国士交通省住宅局長[13]
- 2022年
  - 06月28日：出向（内閣府地方創生推進事務局長）[14]
  - 07月01日：内閣府地方創生推進事務局長[3]
- 2023年
  - 07月04日：出向（国土交通省）[4]、大臣官房付即日辞職[8]